# نات روجرز
نات روجرز (بالإنجليزية: Nat Rogers)‏ هو لاعب كرة قاعدة أمريكي، (و. 1893 – 1981 م).